# Clitoria monticola
Clitoria monticola är en ärtväxtart som beskrevs av Townshend Stith Brandegee. Clitoria monticola ingår i släktet Clitoria, och familjen ärtväxter. Inga underarter finns listade i Catalogue of Life.